# Ichneumon sectatorius
Ichneumon sectatorius är en stekelart som beskrevs av Berthoumieu 1895. Ichneumon sectatorius ingår i släktet Ichneumon och familjen brokparasitsteklar. Inga underarter finns listade i Catalogue of Life.